# Graves (wijnstreek)

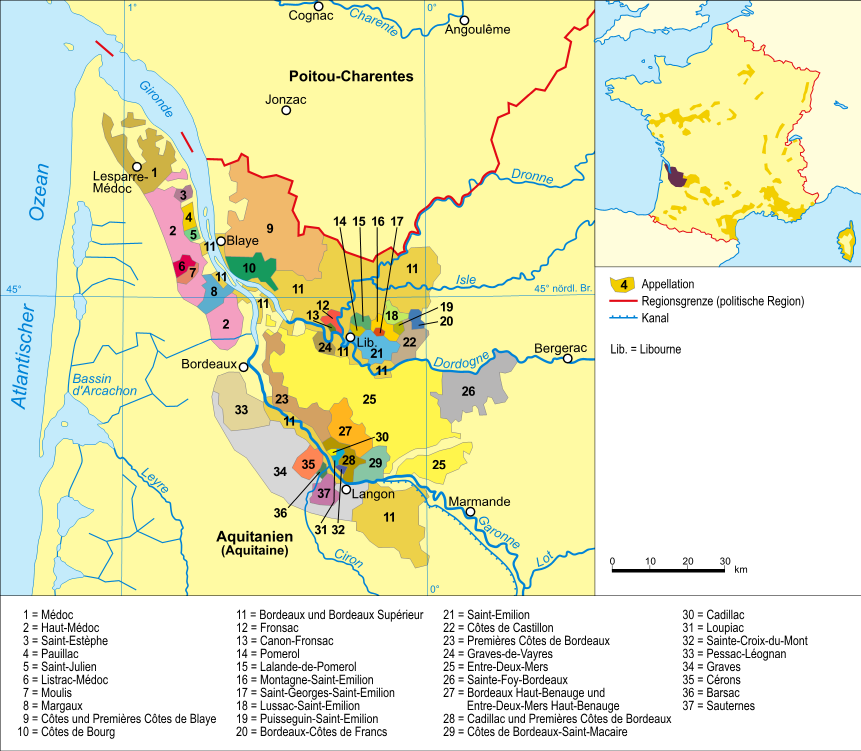
Wijnstreek Bordeaux. Graves is gebied nummer 34.

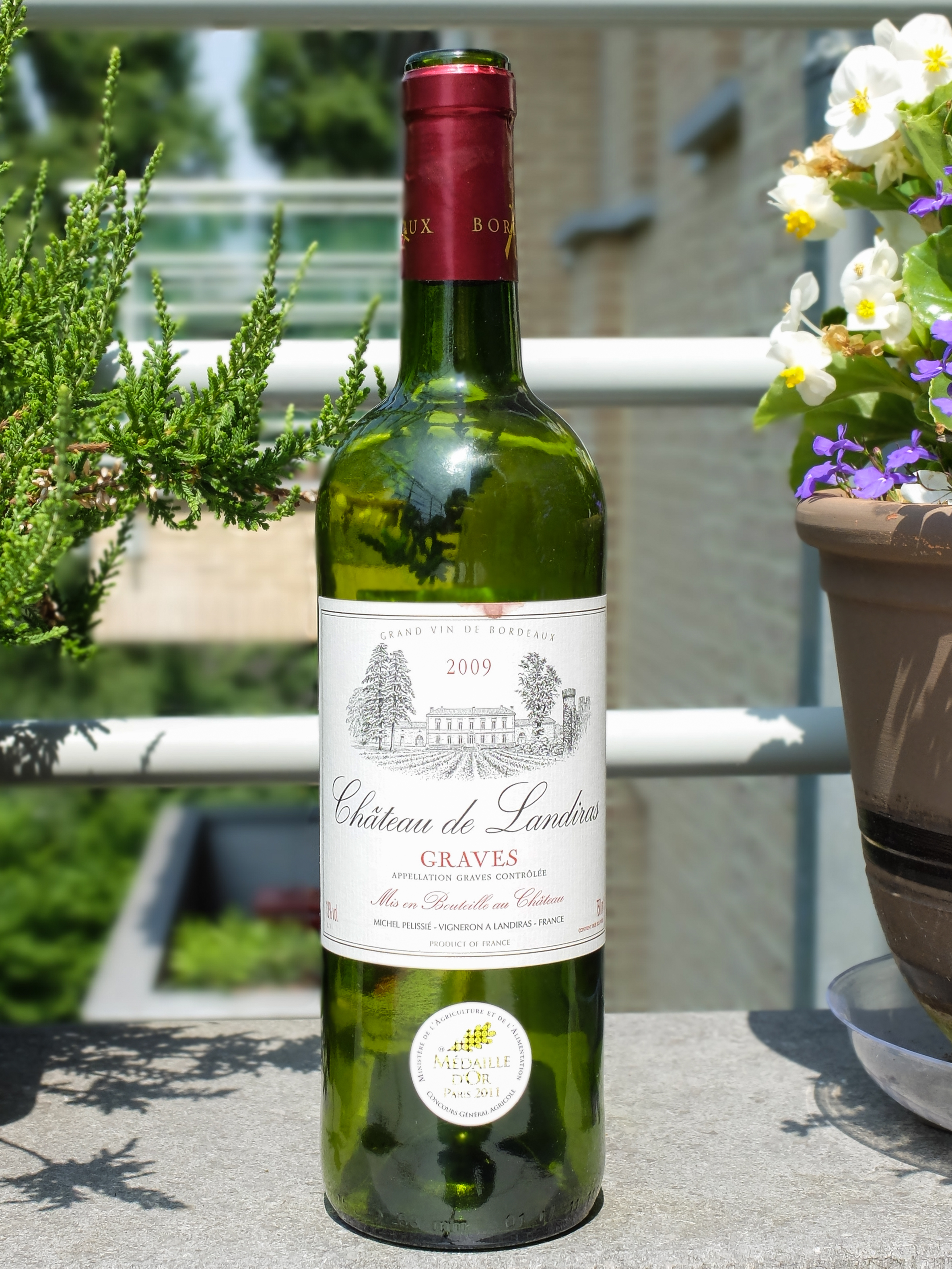
Fles Graves Blanc van Château de Landiras.

Graves is een Frans wijnbouwgebied dat deel uitmaakt van de wijnstreek Bordeaux. Dit gebied strekt zich uit over 42 gemeenten in het departement Gironde. Het vormt een strook van ongeveer tien kilometer breed op de linkeroever van de Garonne, ten zuiden van Bordeaux tot bij Langon.
De bodem bestaat uit keien, kiezels, min of meer grof kiezelzand, of zand vermengd met leem en klei. Daaronder bevindt zich een grondlaag van zand of zandoer (samengesteld zand met ijzerpartikels) of klei, of plaatselijk kalkhoudende grond.

## Wijnen
In dit gebied worden twee appellations d'origine contrôlées gemaakt: Graves en Graves supérieures.
Graves zijn niet-mousserende rode of witte wijnen met een natuurlijk alcoholgehalte van minstens 11, respectievelijk 10,5 volumepercent.
Graves supérieures zijn niet-mousserende witte wijnen met een natuurlijk alcoholgehalte van minstens 13,5 volumepercent.
Voor de rode wijnen worden de druivensoorten Cabernet Franc N, Cabernet-Sauvignon N, Carménère N, Côt N (of Malbec), Merlot N en Petit Verdot N gebruikt.
Voor witte wijn worden Sémillon B, Muscadelle B, Sauvignon B en Sauvignon gris C verbouwd.
Graves supérieures wordt bereid uit overrijpe druiven (à surmaturation) die in meerdere keren met de hand geplukt zijn. De belangrijkste druif is hier Sémillon B, waarmee zoete, "mollige" (moelleux) wijnen gemaakt worden.

## Beschermde benamingen
De benamingen "Graves" en "Graves supérieures" zijn voor het eerst beschermd per decreet van 4 maart 1937. Het productdossier is nog gewijzigd per decreet van 28 augustus 2015.